# Sattelspitz
Sattelspitz är en bergstopp i Österrike, på gränsen till Liechtenstein. Den ligger i den västra delen av landet, 500 km väster om huvudstaden Wien. Toppen på Sattelspitz är 1 459 meter över havet.
Terrängen runt Sattelspitz är varierad. Närmaste större samhälle är Feldkirch, 5,7 km norr om Sattelspitz. 
I omgivningarna runt Sattelspitz växer i huvudsak blandskog. Runt Sattelspitz är det ganska tätbefolkat, med 54 invånare per kvadratkilometer.